# Täby
Täby ['tɛ:by:] ist ein Ort in der schwedischen Provinz Stockholms län und der historischen Provinz Uppland.
Im Großraum Stockholm, knapp 15 km nördlich des Zentrums der Hauptstadt gelegen, ist Täby Hauptort der gleichnamigen Gemeinde. Vor 2015 war Täby eigenständiger Tätort mit zuletzt 61.272 Einwohnern auf 2.581 Hektar, der sich bis auf das Territorium der Gemeinde Danderyd (5286 Einwohner auf einer Fläche von 258 Hektar) und zu einem geringen Teil der Gemeinde Sollentuna (7 Einwohner auf 3 Hektar) erstreckte (2010).  Seit 2015 zählt Täby zum Tätort Stockholm.

## Geschichte

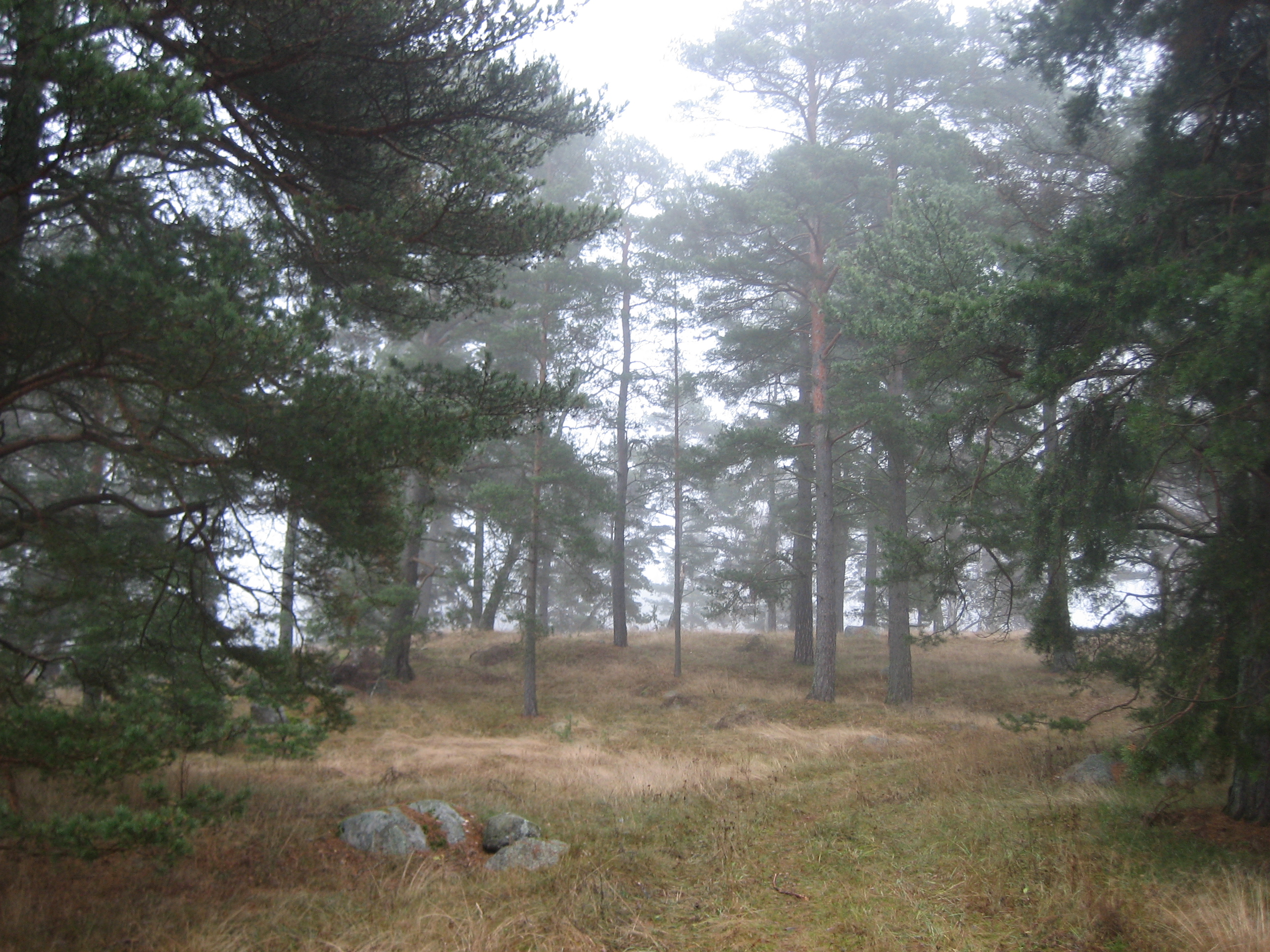
Gräberfeld der Wikinger

Die Geschichte Täbys geht bis in die Wikingerzeit zurück. 800 Jahre lang war der kleine Ort landwirtschaftlich geprägt.
Mit der Einweihung der Eisenbahnlinie im Jahre 1885 begann ein Bevölkerungswachstum. Ab 1907 entwickelte sich Täby zu einem Vorort Stockholms. 1912 hatte der Ort etwa 1.000 Einwohner. 1948 wurde Täby, nun 9000 Einwohner zählend, zum köping (Marktflecken) erhoben.

## Ortsbild
Neben Wohngegenden mit überwiegender Bebauung mit Einfamilienhäusern, die ungefähr die Hälfte des Ortes ausmachen, liegt in Täby auch Schwedens längstes Mehrparteienhaus, genannt Storstugan. Es hat siebzehn Etagen und wurde im Jahre 1970 erbaut.

## Wirtschaft
Megger Group Limited, multinationaler Konzern, der elektrische Prüf- und Messinstrumente herstellt.

## Verkehr
Durch Täby verläuft die Europastraße E18. Mit der Bahnlinie Roslagsbanan ist der Ort an das ÖPNV-Netz Stockholms angeschlossen.

## Kultur und Sport

### Musik
- Mob 47, Hardcore-Punk-Band, 1982 gegründet

### Sehenswürdigkeiten
- Täby Centrum, Schwedens zweitgrößtes Einkaufszentrum

### Sport
- IK Frej, Verein für Eishockey und Fußball
- STU Northside Bulls, American-Football-Verein

## Städtepartnerschaften
Täby unterhielt partnerschaftliche Beziehungen zu
- Rødovre Kommune, Dänemark
- Viimsi, Estland
- Träskända, Finnland
- Lørenskog, Norwegen
- Reinbek, Deutschland

die allerdings 2011 beendet wurden.

## Persönlichkeiten

### Persönlichkeiten, die mit der Stadt in Verbindung stehen
- Suzie (1946–2008), Sängerin, hatte in den 1960er Jahren eine Bar in Täby
- Andreas Wilson (* 1981 in Stockholm), Schauspieler, wuchs in Täby auf